# Hans Frode Asmyhr
Hans Frode Asmyhr, född 26 februari 1970 i Lørenskog, är en norsk politiker som representerar fremskrittspartiet. Han har suttit i Stortinget sedan 2005.